# Pseudomiltemia
Pseudomiltemia é um género de plantas com flores pertencentes à família Rubiaceae.
A sua área de distribuição nativa é o sul do México.
Espécies:
- Pseudomiltemia davidsonii Mart.-Camilo & Lorence
- Pseudomiltemia filisepala (Standl.) Borhidi